# O Madeirense
O Madeirense foi um jornal da cidade de Humaitá, no Amazonas. Foi o segundo periódico a circular na cidade, no ano de 1914 (e não em 1917 como afirma Raimundo Neves de Almeida na obra "Retalhos Históricos e Geográficos de Humaitá").
O periódico, surgiu quase no final do auge do ciclo da borracha. Circulou até a década de 1930.